# Paul Roussel

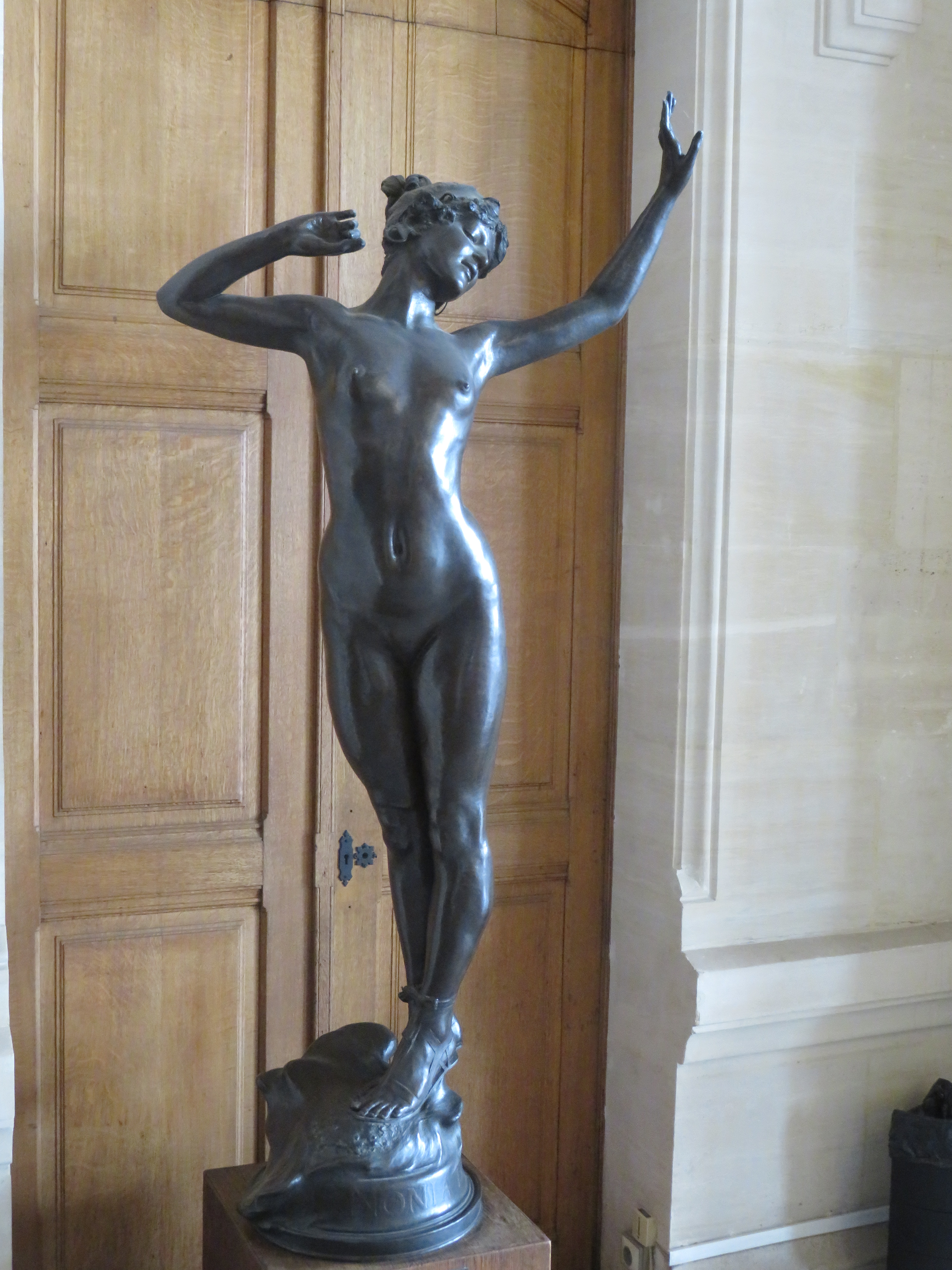
Nomia, municipio di Vincennes

Hippolyte Paul René Roussel (Parigi, 23 ottobre 1867 – Parigi, 1 gennaio 1928) è stato uno scultore francese, vincitore del premio di Roma nel 1895.

## Biografia
Paul Roussel era figlio di Victor Roussel, un imprenditore edile, e di Eugénie Desfontaines. Si iscrisse alla scuola di belle arti di Parigi, dove studiò presso Jules Cavelier, Louis-Ernest Barrias e Jules Coutan.
Egli vinse il gran premio di Roma nel 1895 grazie al bassorilievo David, vainqueur de Goliath, amené en triomphe à Saül, il che gli permise di soggiornare alla villa Medici di Roma fino al 1899. Ricevette delle medaglie ai Saloni del 1896 (di terza classe), del 1898 (di seconda classe), del 1900 (d'argento), del 1909 (di prima classe) e venne premiato nel 1909 e nel 1911. Espose fuori concorso a Londra, Bruxelles, Torino, Liegi, Amsterdam e Gand, e a partire dal 1906 divenne un membro della giuria della scuola di belle arti e un membro della giuria del Salone degli artisti francesi.
Di ritorno a Parigi, egli espose spesso al Salone degli artisti francesi e ricevette varie commissioni statali o da parte di privati. Paul Roussel venne nominato cavaliere dell'ordine nazionale della Legion d'onore tramite un decreto del 16 gennaio del 1914, venendo poi promosso a ufficiale tramite un decreto del 20 luglio del 1920.
Dopo la sua morte, avvenuta a Parigi nel 1928, sua moglie donò i beni del suo atelier allo stato. Egli venne sepolto al cimitero di Villecresnes, dove riposava già il suocero, Gustave Larroumet.

## Opere

### Monumenti

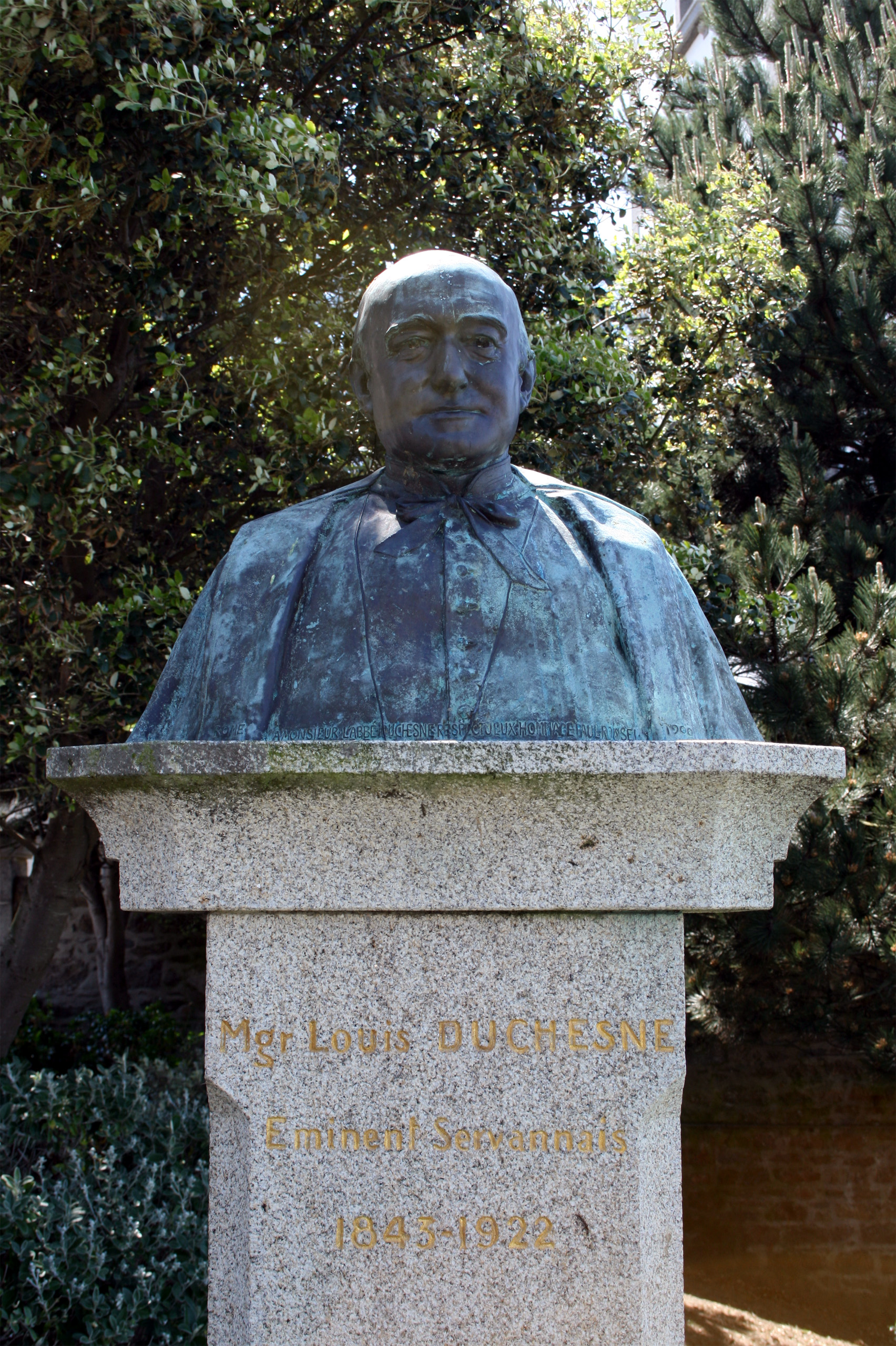
Monumento a Louis Duchesne, Saint-Malo

- Monumento al generale Exelmans, 1898, in collaborazione con Émile Peynot, a Bar-le-Duc, fuso dalla ditta Durenne a Sommevoire.
- Monumento al colonnello Henri Moll, esposto al Salone del 1913, per la città di Vitry-le-François. La statua venne eretta tramite una sottoscrizione nazionale. Prevista per il 1914, l'inaugurazione si tenne solo nel 1923, a causa del primo conflitto mondiale. Nel 1942, gli invasori tedeschi ordinarono di sradicare la statua dal piedistallo, ma grazie all'impegno del sindaco Prud'homme, la statua venne nascosta in una fossa scavata sotto un'aviorimessa in rue de la Glacière. La statua venne rimessa sul suo piedistallo in occasione della festa dell'armistizio, l'11 novembre del 1944.
- Monumento ai caduti di Saumur, assieme all'architetto A. Tourner.[4]
- Monumento ai caduti di Fontenay-sous-Bois, spostato nel cimitero nel XX secolo.[5]
- Monumento ai caduti del 1870-1871 di Bar-le-Duc, «Ai figli della Mosa morti per la patria". Eretto tramite una sottoscrizione pubblica nel 1900, scolpito in pietra di Euville, sorgeva in mezzo alla piazza della stazione e venne smontato per far spazio al monumento a Poincaré nel 1950. Venne rimontato nel 1958 in rue Bradfer senza il gruppo allegorico in ghisa, prelevato dai tedeschi per essere fuso durante la seconda guerra mondiale.
- Monumento funebre di Gustave Larroumet,[6] medaglioni di Paul Roussel e di Émile Bertaux, gisant di Gustave Larroumet, cimitero di Villecresnes.
- Monumento a Louis Duchesne, Saint-Malo.

### Statue, statuette e bassorilievi

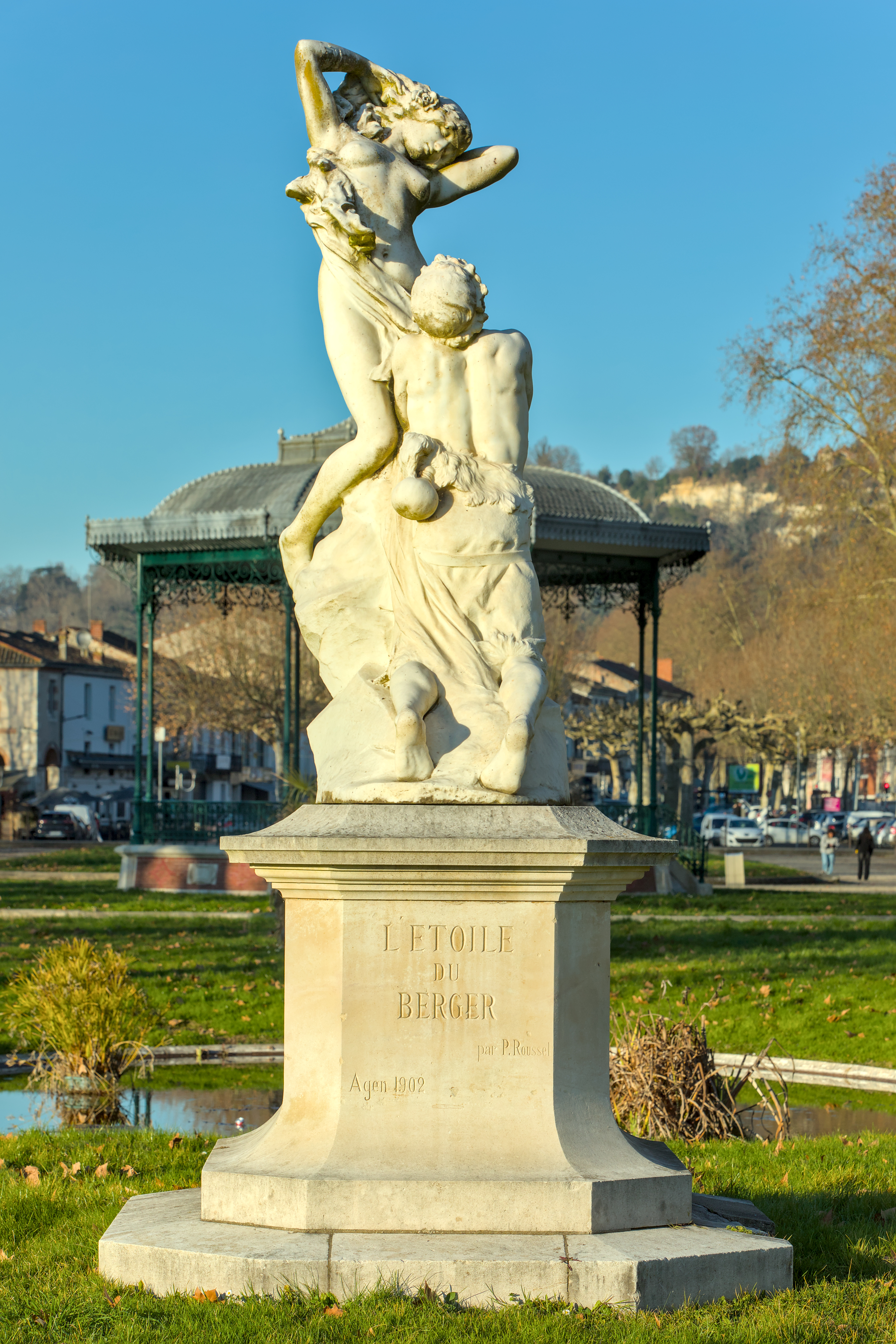
L'Étoile du Berger, esplanade du Gravier ad Agen

- David, vainqueur de Goliath, amené en triomphe à Saül, 1895, bassorilievo in gesso, premio di Roma. Parigi, scuola nazionale superiore delle belle arti.
- Ève o La Pomme, 1908 circa, statuetta in bronzo. Parigi, museo d’Orsay.[7] Un esemplare in avorio, marmo e bronzo venne esposto al Salone del 1908.[8]
- Apollon, Salone del 1910, statua in gesso. Dopo l'acquisto da parte dello stato, l'artista fu autorizzato a trarne delle riduzioni e a farne delle modifiche.
- Le Duc d’Aumale, statua in pietra commissionata dallo stato e conservata a sinistra dell'entrata del museo di arti decorative di Parigi. Il modello originale della statua è conservato al museo Condé di Chantilly.
- Le Pèlerin de la vie, bassorilievo in marmo tratto dal gesso comprato dallo stato al Salone del 1898. Municipio di Mézières.
- Nomia, danseuse de Pompéi, Salone del 1909, statua in bronzo. Scalone d'onore del municipio di Vincennes.
- L’Étoile du Berger, esposto al Salone de 1901, gruppo in marmo, allegoria dell'universo e della natura, esplanade du Gravier ad Agen.
- La Danse de bébé, Salone del 1910, oggi il gesso si trova al Petit Palais.[9]
- Homère chantant, Salone del 1903, gesso. La versione in terracotta si trova a Parigi, al museo d’Orsay.[10]
- La Mère et l’Enfant, 1903, bassorilievo in pietra che decora la porta d'accesso dell'edificio al numero 14 di rue Saint-Pierre a Neuilly-sur-Seine.
- Le Réveil, monumento ai caduti del liceo Arago a Parigi, inaugurato il 27 giugno del 1920.[11]

### Busti

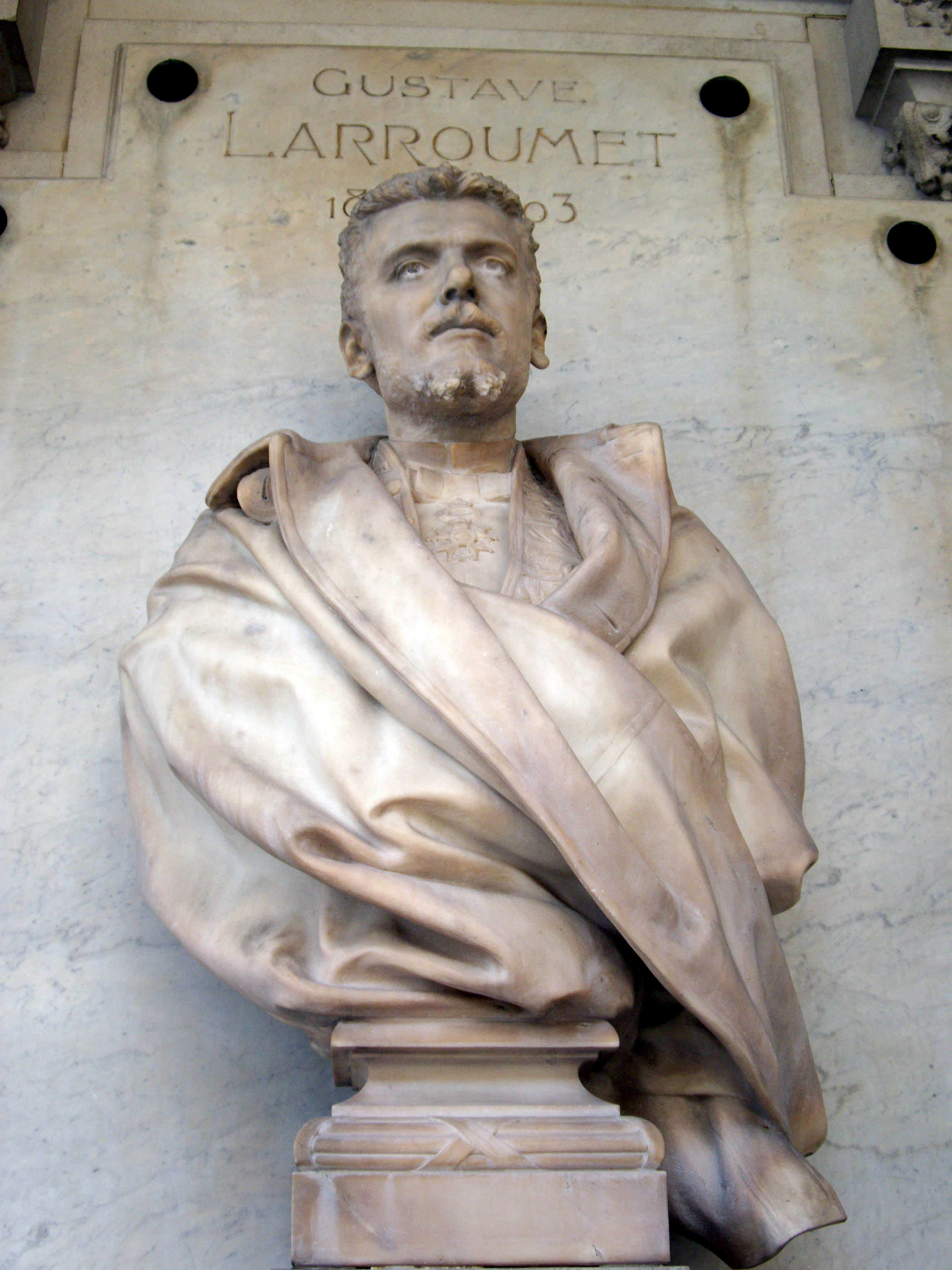
Gustave Larroumet, Parigi, Comédie-Française

- Busto di Paul Bourget, busto in gesso, Chantilly, museo Condé.
- Busto di Fernand Thesmar, bronzo, che orna il suo monumento funebre al cimitero di Neuilly-sur-Seine.
- Busto di Champollion, marmo, Il Cairo, Istituto francese d'archeologia orientale. Il gesso si trova alla Maison de France al Cairo.
- Busto di Louis Liard, 1904, gesso, salotto del collegio di Falaise. Nel 1931, il Comitato Louis Liard di Falaise riuscì ad avere una riproduzione del busto.
- Busto di Joseph Darasse, 1891, bronzo.
- Gustave Larroumet, busto in marmo, Parigi, facciata destra della Comédie-Française nella galérie del Théâtre-Français al Palais-Royal.

### Arti decorative
- Le Bain interrompu, piatto di stagno.
- Centrotavola per la corazzata Le Paris: acquistato dalla città di Parigi per essere offerto alla nave da guerra.
- Coppa del Jockey Club.
- Coppa aeronautica Michelin, 1909.[12]
- Bronzo prodotti dalla fonderia Susse, come Le Papillon e un vaso Fée aux roseaux.